# Hanuš Steidl
Hanuš Steidl (13. května 1907 Zahrádka – 12. května 2000) byl český chemický technolog.
Za druhé světové války byl perzekvován nacistickým režimem a vězněn v koncentračních táborech. Po válce pracoval v cukrovaru a lihovaru ve Smiřicích a pak jako vedoucí vývojového oddělení ve Stalinových závodech v Litvínově. V roce 1951 byl jmenován státním docentem a profesorem deset let poté. V letech 1952–1972 byl vedoucím Katedry procesů a aparátů na Vysoké škole chemicko-technologické v Praze, v roce 1960 se stal prvním děkanem nově vzniklé Fakulty automatizace a ekonomiky chemických výrob (dnešní Fakulta chemicko-inženýrská) na Vysoké škole chemicko-technologické v Praze.